# یواس‌اس واگنر (دی‌ئی-۵۳۹)
یواس‌اس واگنر (دی‌ئی-۵۳۹) (به انگلیسی: USS Wagner (DE-539)) یک کشتی بود که طول آن ۳۰۶ فوت (۹۳ متر) بود. این کشتی در سال ۱۹۴۴ ساخته شد.